# Mariä Himmelfahrt (Tirschenreuth)

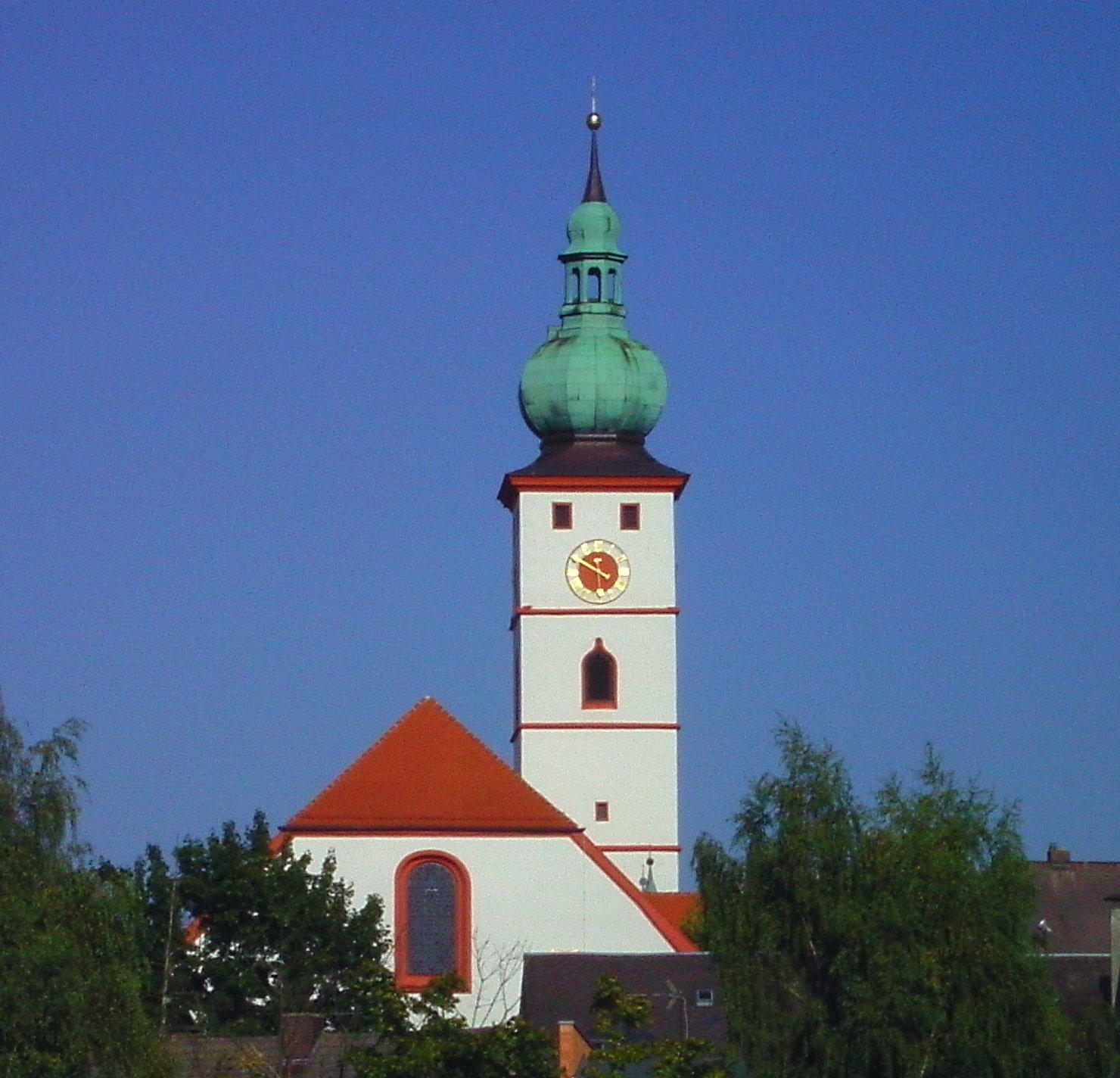
Stadtpfarrkirche Mariä Himmelfahrt

Die Stadtpfarrkirche Mariä Himmelfahrt ist eine der beiden großen römisch-katholischen Kirchen der Stadt Tirschenreuth in der nördlichen Oberpfalz. Sie wurde Ende des 13. Jahrhunderts im gotischen Stil erbaut und im Laufe der Zeit mehrmals durch Brände und Kriege schwer beschädigt. Die Stadtpfarrkirche erscheint heute in dem für diese Region typischen barocken Baustil, beherbergt aber im Chorraum einen spätgotischen Flügelaltar.

## Geschichte
Abt Theoderich (1286–1302) von Waldsassen errichtete im Jahr 1299 das erste größere Kirchengebäude am Standort der heutigen Stadtpfarrkirche im frühgotischen Stil. Wann diese Kirche als Pfarrkirche Mariä Himmelfahrt geweiht wurde, ist nicht überliefert.
Von dem ursprünglichen Bau der Kirche sind nur noch die Mauern des Chores vorhanden, da der Turm und das Kirchenschiff beim ersten großen Stadtbrand 1475 zerstört wurden. 1487 fand der Neubau des Kirchturms statt. Für Baumeister Jakob Mair wurde eine Inschrift an der Außenseite des Turmes angebracht. Während des 15. Jahrhunderts war das Gotteshaus mehrmals das Ziel von Hussiten aus dem benachbarten Böhmen, die in die Region einfielen.
Im Jahr 1633 erlitt die Kirche im Dreißigjährigen Krieg durch die Schweden erneut große Schäden. Am 17. Mai 1633 beschädigte ein Großbrand das Langhaus und den Turm der Kirche erheblich. Drei Jahre später wurde der obere Teil des Kirchturms neu gebaut und in den folgenden drei Jahren auch das Langhaus. Der Wiederaufbau der Pfarrkirche wurde im Jahr 1669 mit der Kirchweihe abgeschlossen.
Abt Eugenius legte 1722 den Grundstein für die Gnadenkapelle, in der sich noch das Gnadenbild der Schmerzhaften Muttergottes befindet. Dieses Gnadenbild wurde nach der Fertigstellung und Einweihung der Kapelle 1726 von der Friedhofskirche überführt. Im Jahr 1769 wurde die Kirche nach Westen hin erweitert.
Danach brannte während des großen Stadtbrandes von Tirschenreuth im Jahr 1814 der Kirchturm vollständig aus, der Rest des Gebäudes blieb jedoch erhalten. Bereits ein Jahr nach dem verheerenden Brand begann der Neubau des Kirchturms in seiner heutigen Form als Zwiebelturm. Diese Art der Kirchturmspitze ist typisch für die Region.

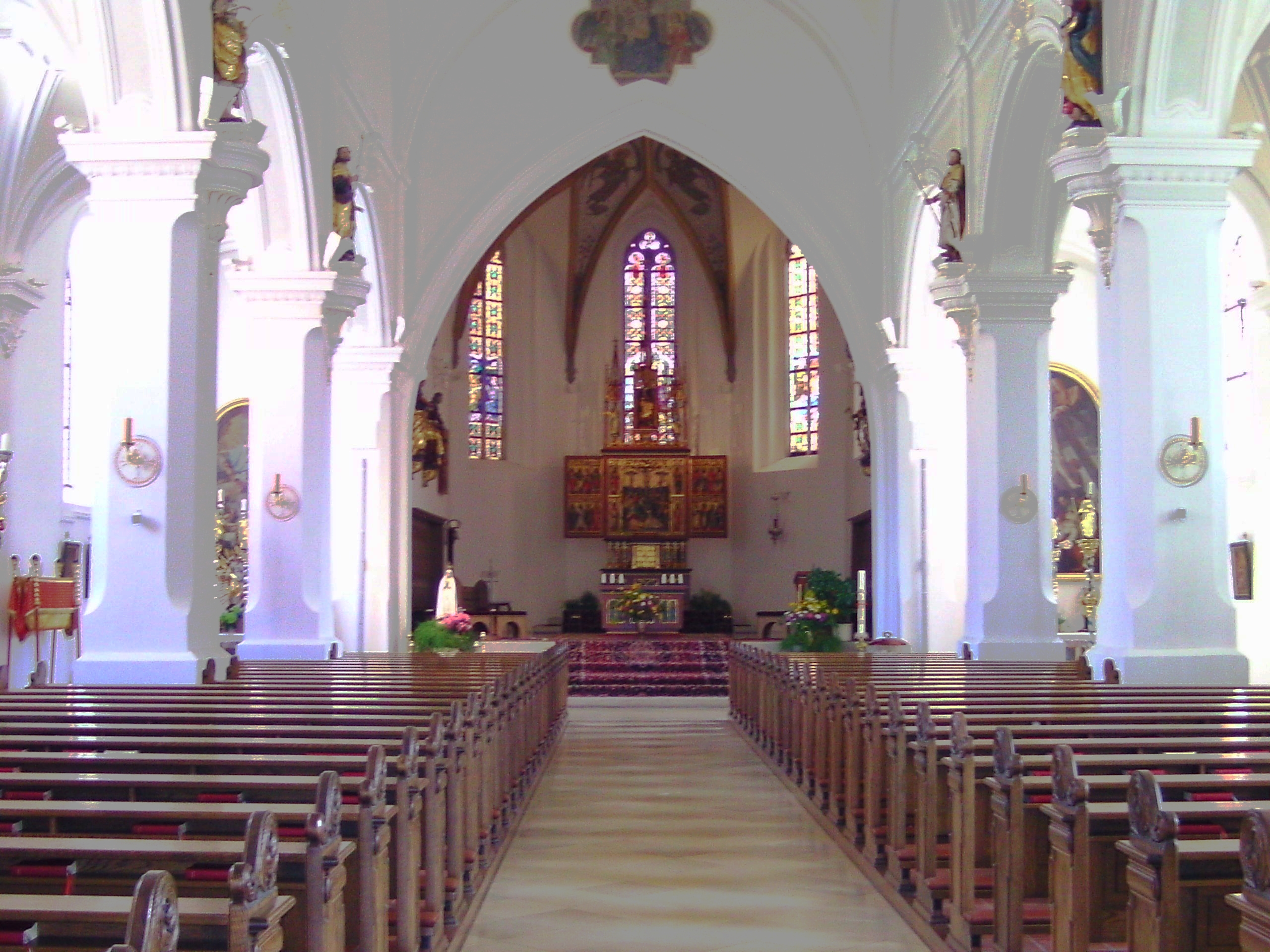
Innenraum der Kirche mit dem Flügelaltar (Schnitzaltar) aus dem Jahr 1510

Die Stadtpfarrkirche wurde im 20. Jahrhundert fünfmal renoviert. Man versuchte, den ehemals barocken Charakter des Bauwerks wiederherzustellen. In den 1910er Jahren wurde der Innenraum der Kirche neu ausgestattet, 1912 der neubarocke Hochaltar und 1916 die neubarocke Kanzel angebracht. Eine größere Umgestaltung erfuhr die Kirche in den 1960er Jahren nach dem Zweiten Vatikanischen Konzil, als der damalige Pfarrer Georg Steiger den Chorraum neu gestalten ließ. Der Hochaltar, die Kanzel und das Kommuniongitter wurden entfernt. Am 28. Juni 1972 brach bei Lötarbeiten an der Kuppel des Kirchturms ein Feuer aus, bei dem der Turm beträchtlichen Schaden erlitt. Unter dem Stadtpfarrer Georg Maria Witt erfolgte in den Jahren 1981 und 1982 die umfangreichste Renovierung. Die Kirche wurde wieder mit einem Hochaltar ausgestattet und erhielt außerdem ein Chorgestühl, einen neuen Volksaltar, einen Ambo, eine Fußbodenheizung sowie vier neue Beichtstühle. Eine neue Kirchenorgel bekam die Kirche 1975.
Initiiert durch Stadtpfarrer Georg Maria Witt gibt es in dieser Kirche seit 1986 die Ewige Anbetung und seit 1987 die Wallfahrt am 13. des Monats.

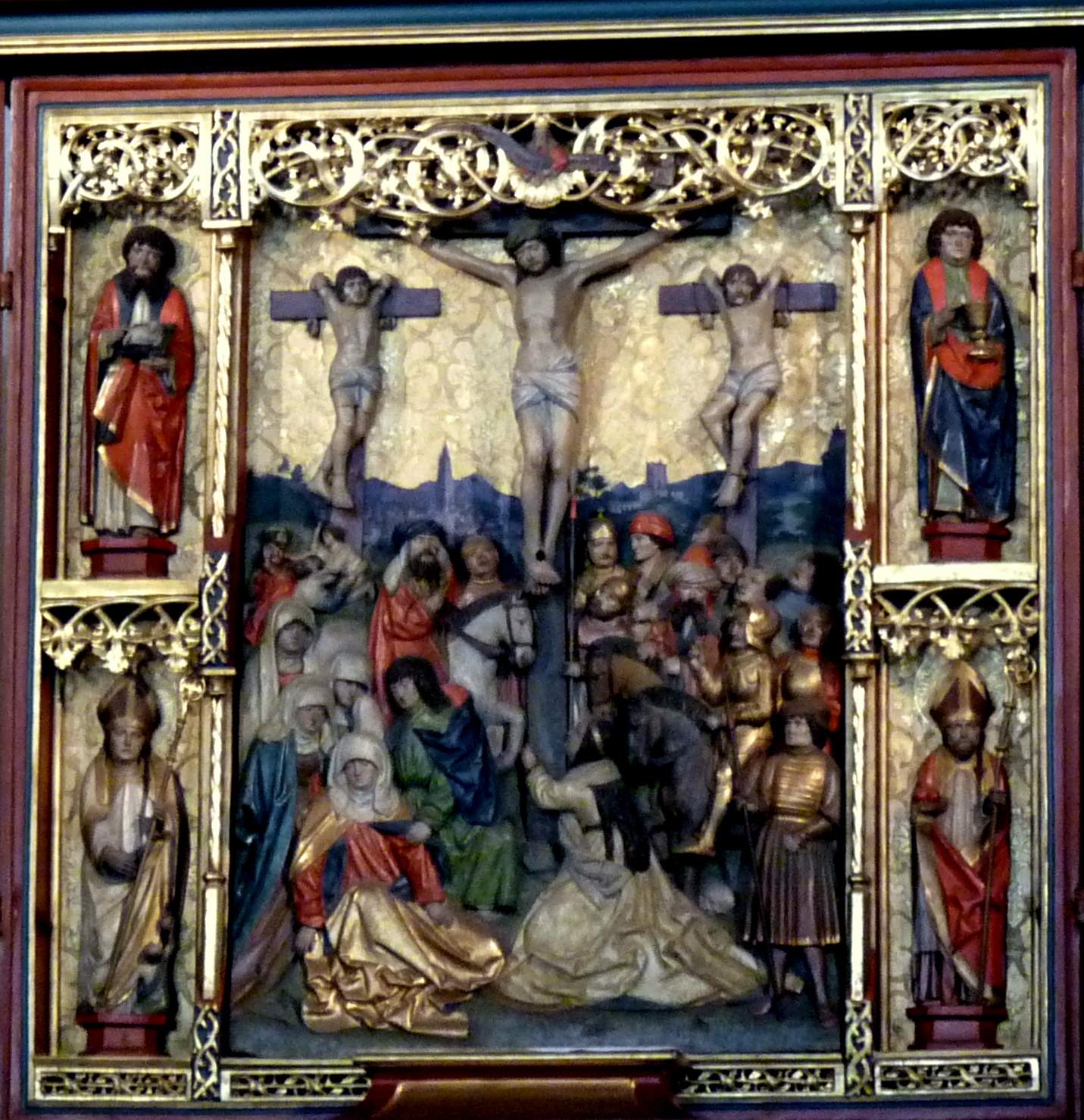
Mittelschrein des Altars von 1510

Die letzte Renovierung der Kirche fand unter dem jetzigen Pfarrer Georg Flier statt. In den Jahren 2004 und 2005 wurde die Außenrenovierung durchgeführt, bei der das graue Schieferdach durch ein rotes Ziegeldach ersetzt wurde. Von 2007 bis 2008 folgte die Renovierung des Innenraums, bei der die Wände einen neuen Anstrich erhielten und die Deckenlampen entfernt und durch eine indirekte Beleuchtung des Deckenraums ersetzt wurden.

## Beschreibung

### Außenbau
An der südöstlichen Seite des Gebäudes an der Seite zum Marktplatz hin ist eine Ölberggrotte mit lebensgroßen Figuren  aus Granit angebaut. Auf dem Giebel der 1722 und 1723 errichteten Gnadenkapelle stehen Figuren der Heiligen Florian, Benedikt und Bernhard.
Der Kirchturm ist mit einer Höhe von 46 Metern das höchste Bauwerk in Tirschenreuth. Der Turm befindet sich nicht im Besitz der Pfarrgemeinde, sondern ist Eigentum der Stadt Tirschenreuth. Bis vor rund 90 Jahren war der Turm mit seinen fünf Glocken noch bewohnt. Der Turmwächter musste Feuerwache halten und die Stunden anschlagen. Zum Turm gibt es zwei Zugänge, der eine führt vom Innenraum ins Untergeschoss und der andere durch einen kleinen Rundturm, der an den Kirchturm angebaut ist. Der Vorläufer des Kirchturms befand sich vermutlich an der gegenüberliegenden Nordseite des Chores.

### Innenraum und Ausstattung
Das Kirchenschiff mit Tonnengewölbe wird von massiven Pfeilern getragen und wird durch fünf Scheidbögen von den beiden Seitenschiffen getrennt. Auf den Konsolen der Pfeiler befinden sich sechs barocke Apostelfiguren. Auf der rechten Seite sind dies Abbildungen von Jakobus dem Älteren, Philippus und Simon Zelotes und auf der linken Seite Jakobus der Jüngere, Bartholomäus und Andreas. Die Deckenfresken im Langhaus wurden 1931 von Oskar Martin-Amorbach gemalt und zeigen den heiligen Georg, den heiligen Christophorus, den heiligen Martin von Tours, den heiligen Sebastian sowie singende Engel. Auch im Netzgewölbe hat Martin-Amorbach die Fresken an der Decke geschaffen; sie zeigen den dreifaltigen Gott umgeben von musizierenden und singenden Engeln.

### Gnadenkapelle
Am südlichen Seitenschiff befindet sich seit dem 18. Jahrhundert die Gnadenkapelle. Der flach überkuppelte Bau ist durch ein schmiedeeisernes Gitter von der Kirche abgetrennt. In den vier Nischen der Flachpilaster sind die vier Evangelisten Matthäus, Markus, Lukas und Johannes mit ihren Attributen (geflügelter Mensch, Löwe, Stier und Adler) dargestellt. In den Pendentifs und der Kuppel zeigen Medaillons verschiedene Szenen aus dem Marienleben, in der unteren Reihe aus ihrem Leben auf der Erde, oben ihren Tod sowie die Aufnahme und Krönung im Himmel.
Der Altar besteht aus einer Mensa mit Tabernakelaufbau. In einem Glasschrein darüber befindet sich das Gnadenbild, das am 4. November 1723 dort angebracht wurde und die schmerzhafte Muttergottes mit dem Leichnam Jesu auf dem Schoß zeigt. An den beiden Seiten stehen zwei Rokokoschreine, in denen sich die Skelette der Heiligen Silvan und Urban, in Stoff und Filigran eingebettet, befinden. Sie stammen aus den römischen Katakomben und wurden am 30. November 1756 in einer feierlichen Prozession und in Gegenwart des Waldsassener Abtes in die Kirche getragen.
Die Kapelle wird von drei Fenstern erhellt. Sie wurden vom deutschen Kunstprofessor Josef Oberberger gefertigt, der aus der Oberpfalz stammt. In den Fenstern sind die Verkündigung, die Heilige Familie, Jesus am Kreuz, Maria mit dem Leichnam des vom Kreuz abgenommenen Jesus Christus (Pietà) sowie Jesus und drei Frauen vor dem Grab dargestellt.

### Orgel
In den Jahren 1962 bis 1975 erfuhr die Orgel der Stadtpfarrkirche eine weitgehende Neugestaltung. Der Prospekt, der aus der ersten Hälfte des 18. Jahrhunderts stammt, wurde aber wieder verwendet. Die Orgel der Stadtpfarrkirche, erbaut von Friedrich Meier hat 43 Register (3294 Pfeifen) auf Kegelladen. Die Trakturen sind elektrisch.
| I Hauptwerk C–g3 |               |     |
| 1.               | Gedacktpommer | 16′ |
| 2.               | Holzgedackt   | 8′  |
| 3.               | Salicional    | 8′  |
| 4.               | Prinzipal     | 8′  |
| 5.               | Holzflöte     | 4′  |
| 6.               | Oktav         | 4′  |
| 7.               | Nonenkornett  |     |
| 8.               | Oktavin       | 2′  |
| 9.               | Mixtur        |     |
| 10.              | Trompete      | 8′  |

| II Positiv C–g3 |                       |       |
| 11.             | Rohrflöte             | 8′    |
| 12.             | Italienisch Prinzipal | 4′    |
| 13.             | Blockflöte            | 4′    |
| 14.             | Schwiegel             | 2′    |
| 15.             | Spitzquinte           | 1 ⁄3′ |
| 16.             | Scharf                | 1′    |
| 17.             | Krummhorn             | 8′    |

| III Schwellwerk C–g3 |                     |       |
| 18.                  | Metallgedackt       | 8′    |
| 19.                  | Holzflöte           | 8′    |
| 20.                  | Gamba               | 8′    |
| 21.                  | Geigenprinzipal     | 4′    |
| 22.                  | Geigenschwebung     | 4′    |
| 23.                  | Flachflöte          | 4′    |
| 24.                  | Nachthorn           | 2′    |
| 25.                  | Septimensesquialter | 1 ⁄7′ |
| 26.                  | Larigot             |       |
| 27.                  | Zimbel              |       |
| 28.                  | Fagott              | 16′   |
| 29.                  | Oboe                | 8′    |
| 30.                  | Clairon             | 4′    |
|                      | Tremolo             |       |

| Pedal C–f1 |              |         |
| 31.        | Zartbass     | 16′     |
| 32.        | Subbass      | 16′     |
| 33.        | Violonbass   | 16′     |
| 34.        | Quintbass    | 10 2⁄3′ |
| 35.        | Gedacktbass  | 8′      |
| 36.        | Oktavbass    | 8′      |
| 37.        | Violon       | 8′      |
| 38.        | Pommer       | 4′      |
| 39.        | Bauernflöte  | 2′      |
| 40.        | Choralbass   |         |
| 41.        | Rauschpfeife |         |
| 42.        | Bombarde     | 16′     |
| 43.        | Posaune      | 8′      |

- Koppeln: II/I, III/I, III/II, I/P, II/P, III/P
- Spielhilfen: diverse Absteller, Tutti, zwei freie Kombinationen, Crescendowalze.

### Glocken
Das Geläut von Mariä Himmelfahrt besteht aus fünf Glocken. Um das Geläut der Glocken gut hören zu können, befinden sich in der Glockenstube des Turmes auf jeder Seite Schallöffnungen.
| Nr. | Name                              | Schlagton | Gewicht    | Inschrift (in Großbuchstaben) |
| 1   | Marienglocke                      | C         | 2400 kg    | „Sancta Maria ora pro nobis“ „Diese Glocke wurde nach dem unglücklichen Brand zu Tirschenreuth am 31. Juli 1814 wodurch die ganze Stadt nebst Kirche und Thurm in die Asche gelegt worden ist durch Veranstaltung des koeniglichen Landgerichts dann der koeniglichen Communaladministration und Minicipialitaet gedachter Stadt.“ Anno 1816 neu gegossen von Johann Ludwig Loesch zu Bayreuth. |
| 2   | Josefsglocke                      | D         | 1900 kg    | „Segene unsere christliche Arbeit, segne das Erbe eines Vaters Kolping und eines Bischofs Ketteler.“ Erster Bürgermeister Josef Zahn, Stadtpfarrer Ernst Mayer 1946. |
| 3   | Michaelsglocke                    | E         | 1400 kg    | „Engel der Deutschen schütze unsere Jugend und mache sie glaubenstreu und glaubensstark. Sei mit uns allen im letzten Streit und führ uns zum ewigen Sieg.“ Erster Bürgermeister Josef Zahn, Stadtpfarrer Ernst Mayer 1946 |
| 4   | Marienglocke – Schutzfrau Bayerns | G         | 900 kg     | „Zum dankbaren Gedenken an die so gnädige Errettung der Heimat im fürchterlichsten aller Kriege 1939 / 45.“ Erster Bürgermeister Josef Zahn, Stadtpfarrer Ernst Mayer 1946 |
| 5   | Raphaelsglocke                    | A         | 10 Zentner | „Sanct Raphael dem Engel und Schützer der Wandernden den Scheidenden künd ich den ewigen Frieden.“ Erster Bürgermeister Josef Zahn, Stadtpfarrer Ernst Mayer 1946 |